# Río Chilca (Cariquilda)
El río Chilca es un curso natural de agua que nace al oeste de la ciudad de Puerto Montt y fluye en la provincia de Llanquihue, Región de Los Lagos con dirección general noroeste hasta desembocar en la ribera sur del río Maullín.

## Historia
Luis Risopatrón lo describe en su Diccionario Jeográfico de Chile:: 198 
Chilca (Rio) 41° 40' 73° 33'. Tiene un hilo de agua, es de cauce tortuoso que a bajamar descubre bancos trasversales i corre hacia el NW al través del bosque, entre riberas pajizas i húmedas, con alturas de 12 a 18 m, cubiertas de muermos, coihues, laureles, lingues, arrayanes etc, entrelazados por quilas, voquis i quilinejas; se encorva al N en Los Guautros, donde la ribera derecha se eleva a 25 m sobre el mar, punto estremo hasta el que alcanzan las mareas del Océano i hasta donde pueden alcanzar chalupas i bongos i afluye a la márjen S del curso inferior del rio Cariquilda, del de Maullin. 1, I, p. 206; 61, XLV, carta 1; 66, p. 259; i 156; i Chilca o Carquilda en 61, XVI, p. 846 mapa de Hudson (1857).

## Población, economía y ecología
En su desembocadura se encuentra el humedal Cariquilda, a 4,8 Km de la ciudad de Maullín, clasificado como estuario y con características muy similares a las del humedal Carrión, con igual
tipo de avifauna, flora y fauna menor, su grado de intervención es menor que el Carrión y posee una extensión de aproximadamente de 3.000m².: 4 